# Wispel
Wispel lub winspel (łac. chorus) – dawna jednostka objętości zboża, stosowana na obszarze państw północnoniemieckich.
W poszczególnych krajach był zróżnicowany, np.
- 1 wispel pruski (do 1816 r.; również wcześniej w Brandenburgii) = 2 małdraty (łac. tremodius, niem. Drömt, Malter) = 24 korce (łac. modius, niem. Scheffel) ≥ 1348,2 litrów
- 1 wispel nowopruski (po 1816 r.) = 2 małdraty = 24 korce ≤ 1319,076 litrów
- 1 wispel saski = 2 małdraty = 24 korce drezdeńskie ≈ 2491,7 litrów
- 1 wispel w Hamburgu = 10 korców = 20 beczek (niem. fass) ≈ 1054,6 litrów
- 1 wispel w Brunszwiku  = 4 korce ≈ 1245,790306 litrów